# ابن رومی
علی بن عباس بن جریج یا جرجیس معروف به ابن رومی (متولد ۸۳۶م - مرگ ۸۹۶م) از جمله شاعران عربی سرای سده ۳ قمری در دوران عباسیان است. وی هم‌عصر معتضد خلیفه عباسی و هم دوران سامانیان است.
در سن بیست‌سالگی، او از راه سرودن شعر امرار معاش می‌کرد. از جمله حامیان سیاسی برجسته‌اش می‌توان به عبیدالله بن عبدالله بن طاهر، والی وقت، اسماعیل بن بلبل، وزیر خلیفه عباسی المعتمد، و همچنین خاندان نسطوریِ بنو وهب که نفوذ سیاسی چشمگیری داشتند، اشاره کرد.  
در قرن دهم میلادی، دیوان او که پیش‌تر به‌صورت شفاهی توسط متنبی نقل شده بود، توسط ابوبکر محمد بن یحیی الصولی گردآوری و ویرایش شد و در بخش مربوط به مُحْدَثون (شاعران نوآور) در کتاب الأوراق جای گرفت.

## زندگی
ابن رومی در بغداد به دنیا آمد. پدر وی اصالتاً رومی و از موالی بنی‌عباس بود و مادر وی ایرانی بود. در بیست‌سالگی از طریق شاعری زندگی می‌گذراند و در زمان اوج خود، شاعری نامی شد که از او دیوان بزرگی به‌جا مانده است.
با اینکه ابن رومی شیعه بود ولی از آموزه‌های معتزله بهره برده بود.
او در محضر رجال سیاسی بسیاری بوده است از قبیل عبیدالله بن عبدالله حاکم تحریض، اسماعیل بن بلبل وزیر معتضد خلیفهٔ عباسی، و خاندان نسطوری بنو وهب که از متنفذین سیاسی بودند.

## مرگ
وی در ۵۹ سالگی به بیماری درگذشت. با این وجود برخی بر این باورند که خودکشی یا خوراندن زهر باعث مرگ وی شده است.
بنا به گفتهٔ ابن ندیم: قاسم بن عبداﷲ وزیر معتضد از هجو و بدزبانی او پرهیز و احتراز می‌جست و در مجلس او ابن‌فراش در خشکنانه‌ای او را زهر خورانید و او دریافت و از مجلس برخاست. وزیر بدو گفت بکجا شوی؟ گفت بدانجا که تو مرا فرستادی گفت چون برسیدی پدر مرا درود گوی گفت راه من بدوزخ نیفتد. وفات او به سال ۲۸۴ یا ۲۸۶ هَ.ق. بوده است. از ابن خلکان و ابن الندیم گوید، شعر او را مسیبی روایت کرده و صولی بحروف مرتب ساخته و بار دیگر ابوالطیب وراق بن عبدوس آن را گرد کرده و این مجموعه نزدیک هزار بیت از فراهم آوردهٔ صولی بیشتر است. (ابن الندیم).

## تأثیر
اشعار مطایبه‌آمیز بخش قابل توجهی از ادب فارسی و عربی را به خود اختصاص داده است. هجویه‌سرایی به عنوان یکی از گونه‌های ادبی، بارها مورد توجه شاعران پارسی‌گو و عربی‌سرا واقع شده و آثار قابل‌ملاحظه و احیاناً خواندنی‌ای در این نوع به وجود آمده است. بین زندگی ابن رومی شاعر قرن سوم و انوری شاعر پارسی گوی قرن ششم شباهت‌های فراوانی وجود داشته، از سوی دیگر، انوری در شمار شاعران بسیار دانشمند ایرانی بوده که با شعر ابن رومی آشنایی داشته است. این آشنایی موجبات بهره‌گیری وی از مضامین شعر ابن رومی فراهم ساخته و انوری بسیاری از هجویات خود را تحت تأثیر ابن رومی سروده است.